# Antonio Rosel Orós
Antonio Rosel Orós (Zaragoza, 17 de julio de 1905 – Zaragoza, 11 de enero de 1988) fue un político y sindicalista español, de ideología comunista. Tras la finalización de la Guerra civil fue uno de los principales protagonistas en la reconstrucción del Partido Comunista de España (PCE) en Aragón, además de ser un destacado dirigente antifranquista durante la dictadura de Franco, pagando con torturas y duras condenas de cárcel.

## Biografía
Nacido en Zaragoza en 1905, criado en el seno de una familia anarquista, a los 13 años tomó el carnet del sindicato metalúrgico de la CNT. Impresionado por las noticias que llegaban de la URSS en la construcción del socialismo, decidió cambiar su afiliación a la UGT en la década de los años 20, y en 1930 empezaría a militar en el PCE, partido en el que permanecería hasta el día de su fallecimiento el 11 de enero de 1988.
El golpe de Estado fascista le sorprendió en Zaragoza, ciudad que cayó rápidamente en manos de la reacción y que provocó que tuviera que esconderse. Permaneció en ella hasta que unos cenetistas le ayudaron a escapar; integrándose en el Ejército Republicano, y como cuadro intermedio del PCE participó en la Batalla del Ebro. Tras la derrota republicana, Rosel se exilia y fue recluido en el campo de concentración de Argelés-sur-mer junto a alrededor de 100 000 refugiados españoles, en condiciones infrahumanas.
En 1941 regresa a España, siendo detenido a los dos años y condenado a cuatro años en el penal de Alcalá de Henares; a su salida en 1947 toma la firme voluntad de luchar por los más desfavorecidos reconstruyendo el Partido Comunista de Aragón, se establece en el barrio zaragozano de San José, en el mismo en el que nació y vivió antes de la guerra, empieza a trabajar en Talleres Florencio Gómez, donde creará una organización junto a sus compañeros Rafael Casas, Manuel Gil y Luis Zalaya. En 1952 se producen las movilizaciones por “la paga de la bufanda” decretada por el franquismo, que las empresas se niegan a conceder y Rosel tiene un papel significativo.
El PCE en la década de los 50’ gracias a su la labor va creciendo, junto a su hijo Antonio, viajan en bicicleta por Aragón: Calatayud, Huesca, Barbastro, Monzón... Expandiendo la organización del partido. En 1957 es de nuevo detenido, torturado y condenado a veinte años y un día, y su hijo a ocho en Burgos.
Tras su salida en el año 1965, asiste a las reuniones del Comité Regional, donde una nueva promoción de militantes han tomado el relevo, acudiendo sin responsabilidad alguna, pero aportando su experiencia. Desde 1980 presidió el Partido Comunista de Aragón.
El 11 de enero de 1988 fallece en Zaragoza.